# 8. Königlich Bayerische Reserve-Feldartillerie-Brigade

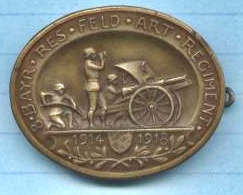
Weltkriegs-Erinnerungsabzeichen des 8. Bayerischen Reserve-Feldartillerie-Regiments

Die 8. Reserve-Feldartillerie-Brigade war ein Großverband der Bayerischen Armee. Das Brigadekommando wurde für die 8. Reserve-Division am 28. Dezember 1914 aufgestellt.
Ihr unterstanden am 28. Dezember 1914 folgende Verbände:
- Reserve-Feldartillerie-Regiment 8
- Reserve-Feldartillerie-Regiment 9
- Reserve-Fußartillerie-Bataillon 6 (3. Batterie)

Ab 22. Februar 1917 führte die Brigade die Bezeichnung „Bayerischer Artillerie-Kommandeur Nr. 8“.

## Kommandeure
| Dienstgrad                        | Name               | Datum                                 |
| --------------------------------- | ------------------ | ------------------------------------- |
| Generalmajor/Generalleutnant z.D. | Albert Seekirchner | 28. Dezember 1914 bis 12. Januar 1917 |
| Generalmajor                      | Ludwig Seeger      | 12. Januar 1917 bis Kriegsende        |